# 톈진 조약
톈진 조약(天津條約, 영어: Treaty of Tientsin, Treaty of Tianjin)은 1858년 청나라와 러시아, 미국, 영국, 프랑스 사이에 맺어진 조약으로, 1860년에 청나라 황제와 조정에 의해 비준되었다. 이 조약은 광범위한 외국의 특권을 규정하고 있어, 이후 불평등 조약의 근간이 되었다.

## 1858년의 조약
1856년에 시작한 애로호 전쟁(또는 제2차 아편 전쟁)으로 영프 연합군이 광저우를 점령하고, 북상하면서 톈진을 제압했기 때문에, 청나라가 텐진에서 영국, 프랑스, 러시아, 미국의 4개국과 조약을 맺게 된다.
- 청나라 대표 궤이량(桂良, Guiliang, 만주족), 화사나(花沙納, Huashana, 몽골족)
- 러시아 대표 예프피미 푸탸틴(Евфи́мий Путя́тин, Yevfimiy Putyatin)
- 미국 대표 윌리엄 브래드퍼드 리드(William Bradford Reed)
- 영국 대표 제8대 엘긴 백작 제임스 브루스(James Bruce, 8th Earl of Elgin)
- 프랑스 대표 장바티스트 루이 그로(Jean-Baptiste Louis Gros)

주요 내용은 다음과 같다.
1. 전비의 배상
2. 외교관의 베이징 주재
3. 외국인의 중국 여행과 무역의 자유 보장
4. 기독교 포교의 자유와 선교사 보호
5. 잉커우, 즈푸(산둥반도, 현 옌타이 구 덩저우), 전장(장강 연안), 난징(장강 연안), 주장(장강 연안), 한커우(장강 연안), 단수이(타이완), 타이난(타이완), 차오저우(광둥성 동부, 이후 산터우로 변경), 충저우(하이난 섬) 총 10개의 항구를 개방할 것

영국-프랑스군이 주도하는 불평등 조약에 대해 청나라 정부는 조약에 대한 강도 높은 비난을 하며, 조약의 비준을 거절했다. 이 때문에 영국 프랑스 연합군은 다시 톈진에 상륙하여, 베이징을 점령했다. 러시아의 중재로 1860년의 베이징 조약이 체결되어 톈진의 개항과 외국 공사의 베이징 주재, 구룡반도(홍콩)의 영국 할양이 추가되었다. 따라서 1858년의 텐진조약은 1860년까지 이행되지 않았다.

## 같이 보기
- 불평등 조약